# Inez & Vinoodh

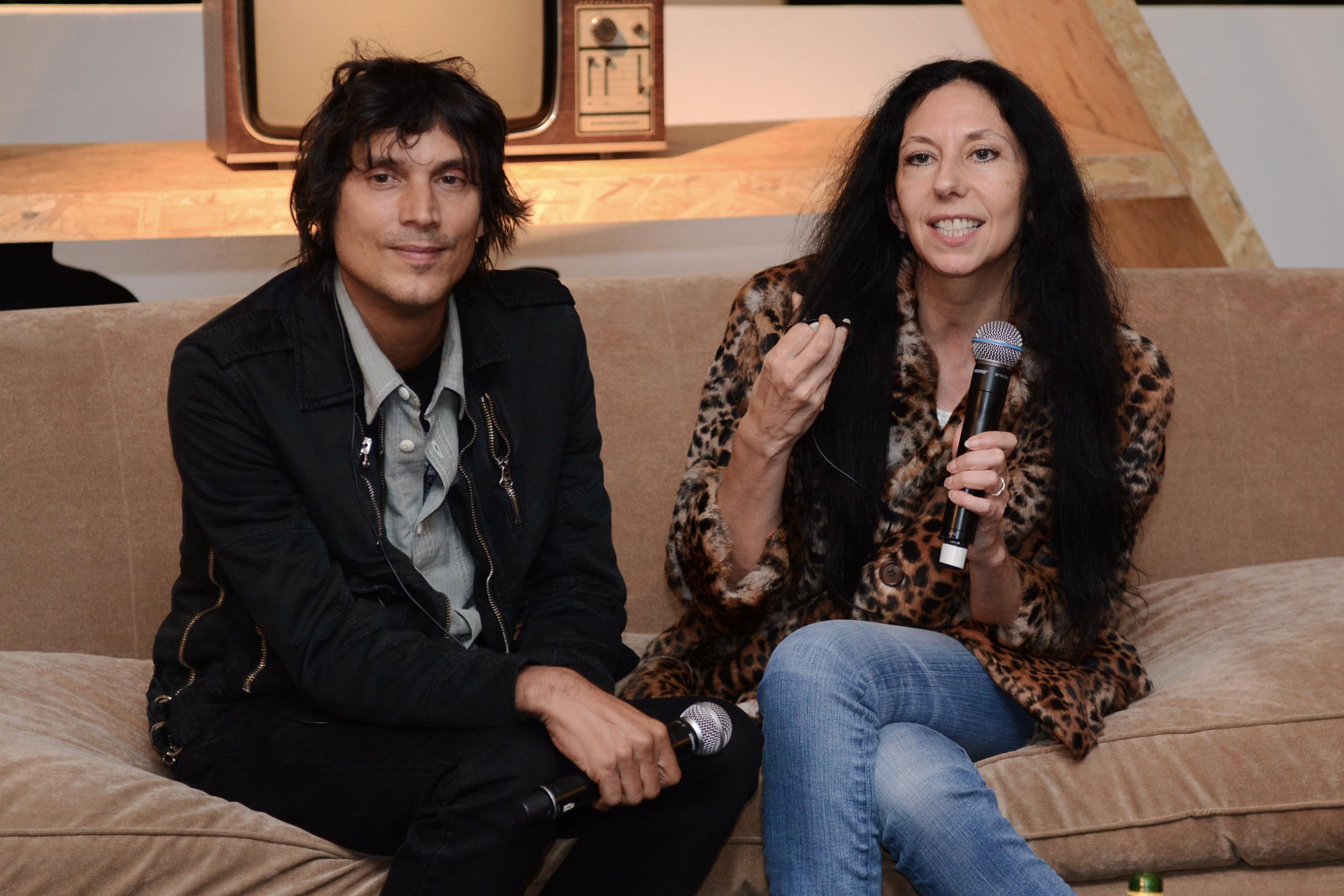
Inez & Vinoodh

Inez van Lamsweerde née le 25 septembre 1963 à Amsterdam et Vinoodh Matadin né le 29 septembre 1961 dans la même ville, est un couple néerlandais de photographes de mode, portraitiste,
Il est connu pour ses réalisations à destination des magazines de mode, de campagnes publicitaires, leur collaboration avec Björk dans les années 2000 ou avec Lady Gaga plusieurs années après.

## Historique
La mère d'Inez est rédactrice dans des magazines hollandais. Vinoodh Matadin suit des études à la Fashion Academy à Amsterdam jusqu'en 1985, et Inez à l'Académie Gerrit Rietveld dans la même ville jusqu'en 1990. Elle obtient une résidence au P.S. 1 Contemporary Art Center de 1992 à 1993.
Le duo débute en 1986 après leur rencontre dans une école d'art à Amsterdam ; Inez est alors une photographe débutante et Vinoodh un styliste novice. Pendant plusieurs années, Inez photographie les vêtements créés par Vinoodh.
Au milieu des années 1990, le couple s'installe à New York. Le commencement de leur carrière pour les magazines est marqué par la couverture de The Face avec Véronique Leroy en avril 1994, styliste avec laquelle il collaboreront plusieurs fois,. Par la suite, le travail du duo sera visible dans Vogue Paris pour lequel ils débutent en 2001, où le couple est soutenu par Carine Roitfeld, ainsi que différentes éditions internationales de Vogue et les renommés Vanity Fair américain, Harper's Bazaar ou Interview ; mais le couple profite également de la nouvelle génération de magazines apparus aux alentours des années 1980 à 2000 qui renouvellent la photographie de mode tel que le magazine français Purple, W, Visionaire (en) et V, I-D, Another Magazine, GQ américain, et d'autres. Dès le début, le style photographique qui rend les corps « lisses et irréels » s'affirme. En 2007, le couple est invité à réaliser le Calendrier Pirelli.
Le couple se définit comme « portraitiste », précisant « si vous mettez une veste Armani sur la personne que vous shootez, là, cela devient une photo de mode ». La carrière du duo leur permet de photographier Bill Murray, Clint Eastwood, Daniel Day-Lewis, Yves Saint Laurent, Madonna, Natalie Portman, Shirley MacLaine, Lady Gaga ou Julianne Moore.
Pour la mode, John Galliano, Vivienne Westwood, Helmut Lang, Yves Saint Laurent, ou Isabel Marant sont les noms régulièrement cités, ainsi que les marques Hervé Léger ou Gap. Aidé par le travail du photographe Nick Knight alors au magazine I-D, tout comme lui le couple sera très lié au créateur Yohji Yamamoto.
Depuis 2013, le couple est également créateur de bijoux, et lance un parfum intitulé 1996 Inez and Vinoodh.
En 2013, le couple réalise le clip du tube de Lady Gaga, Applause[réf. souhaitée] ainsi qu'à la fin de l'année la campagne controversée de Diesel imaginée par Nicola Formichetti montrant une femme vêtue d'une burqa en jeans,.
En 2015, le couple réalise le clip de la chanson de Rihanna, Paul McCartney et Kanye West, FourFiveSeconds[réf. souhaitée].